# Camí de l'Otzet

El Camí de l'Otzet, respecte de Granera

El Camí de l'Otzet és una pista rural del terme municipal de Granera, a la comarca del Moianès.
Està situat en el sector occidental del terme; enllaça la carretera de Granera a la B-124 a ponent del coll de la Descàrrega amb la masia de l'Otzet.
L'actual camí de l'Otzet ha estat escurçat, atès que la part més meridional ha estat convertida en la carretera local de Granera a la B-124, al collet de la Caseta.